# Subida al mármol de Macael
La Subida al mármol de Macael es una prueba automovilística de montaña celebrada en localidad almeriense de Macael España, y una de las pruebas decanas de la modalidad en el país. En el año 2017 cuenta con 42 ediciones celebradas.

## Escudería
El organizador de esta prueba automovilística es la Escudería del Mármol, con sede en la localidad de Macael (Almería).

## Trazado
El recorrido de esta subida de montaña cuenta con una distancia de 4,5 kilómetros que discurren por una sinuosa carretera (AL-840) que atraviesa una de las numerosas canteras de la zona. Durante todo el trazado y de forma permanente, durante todo el año, hay neumáticos usados de coches para evitar que los vehículos de competición choquen contra las piedras y guarda-raíles.

## Historia
| Año  | Edición           | Piloto             | Vehículo             | Tiempo   |
| ---- | ----------------- | ------------------ | -------------------- | -------- |
| 1974 | V                 | Juan Fernández     | Abarth BMW           |          |
| 1976 | VII               | Jean Claude        | Fórmula Martini 1800 |          |
| 1977 | VIII              | Jose M. Vicente    |                      |          |
| 1999 | ?                 | F.J. Reina         | Fórmula Opel Lotus   | 2.46.190 |
| 2005 | XXX               | José Antonio Aznar | Audi A4ST            | 2:50:120 |
| 2006 | XXXI              | F.P.Gaitán         | BMW 320ST            | 2:49:171 |
| 2007 | XXXII             | Jesús Fernández    | Audi A4ST            | 2:45.515 |
| 2008 | XXXIII            | Jesús Fernández    | Audi A4ST            | 2:42:153 |
| 2009 | XXXIV             | José Antonio Aznar | Audi A4ST            | ?        |
| 2010 | XXXV              | José Antonio Aznar | Audi A4ST            | 2.47.542 |
| 2011 | XXXVI             | José Antonio Aznar | Audi A4ST            | 2:46:709 |
| 2012 | XXXVII            | José Antonio Aznar | Audi A4ST            | 2:48.588 |
| 2013 | XXXVIII           | José Antonio Aznar | Audi A4ST            | 2:48.436 |
| 2014 | XXXIX             | Gerard de la Casa  | Seat Córdoba WRC     | 2:45.517 |
| 2015 | XL                | Humberto Janssens  | Porsche 911 GT3      | 2:42.951 |
| 2016 | XLI               | Humberto Janssens  | Porsche 991 GT3 Cup  | 2:41.973 |
| 2017 | XLII (Turismos)   | Humberto Janssens  | Porsche 991 GT3 Cup  | 2:41.369 |
| 2017 | XLII (Monoplazas) | José Antonio Aznar | Silver Car EF10turbo | 2:35.633 |